# Gerard Butler
Gerard James Butler (Paisley, 13 de novembre de 1969) és un actor i cantant escocès.

## Biografia
Nascut a Paisley, Escòcia, és el més jove de tres germans, fills de Margaret i d'Edward Butler. Va passar els primers anys de la seva vida a Montreal (Canadà) abans de tornar a Paisley (Escòcia), després de la separació dels seus pares. Va créixer amb la seva mare, que es va tornar a casar uns anys després. No va tenir contacte amb el seu pare fins que tenia setze anys. Va estudiar dret a la Universitat de Glasgow, on va ser president de la Societat de Lleis de l'Escola, i va treballar com a advocat després de la seva graduació.

## Carrera
Va començar la seva carrera amb les obres teatrals Coriolanus i Trainspotting, després de les quals va tenir el primer paper en una pel·lícula, Mrs. Brown, el 1997. Al mateix any va aparèixer l'endemà mai no mor, i el 2000 va ser per primer cop un personatge principal d'un film, a Dracula (2001), on es va fer famós. Més tard va fer moltes pel·lícules entre les quals es troben: RocknRolla, The Ugly Truth i el Fantasma de l'òpera. Actualment posa la veu al personatge d'Estoic El Vast de la pel·lícula de Dreamworks Animation Com ensinistrar un drac.

## Filmografia
- El demà no mor mai (Tomorrow Never Dies) (1997): Leading Seaman - HMS Devonshire
- Mrs. Brown (1997): Archie Brown
- Tale of the Mummy (1998): Burke
- The Cherry Orchard (1999): Yasha
- One More Kiss (1999): Sam
- Please! (1999): Peter
- Dracula 2000 (2000): Dracula
- Les flors d'en Harrison (Harrison's Flowers) (2000): Chris Kumac
- Attila  (TV) (2001): Attila
- Reign of Fire (2002): Creedy
- Shooters (2002): Jackie Junior
- Timeline (2003): André Marek
- Lara Croft Tomb Raider: The Cradle of Life (2003): Terry Sheridan
- The Phantom of the Opera (2004):l Fantasma
- Dear Frankie (2004): l'estrany
- The Game of Their Lives (2005): Frank Borghi
- Beowulf & Grendel (2005): Beowulf
- 300 (2007): Rei Leonidas
- P.D. T'estimo (P.S. I Love You) (2007): Gerry Kennedy
- Xantatge (Butterfly on a Wheel) (2007): Neil Randall
- Nim's Island (2008): Jack
- RocknRolla (2008): One Two
- Law Abiding Citizen (2009): Clyde Shelton
- El jugador (Gamer) (2009): Kable
- La crua realitat (The Ugly Truth) (2009): Mike Chadway
- Com ensinistrar un drac (How to Train Your Dragon) (2010): Stoick (Veu)
- El caça-recompenses (The Bounty Hunter) (2010): Milo
- El soldat de Déu (Machine Gun Preacher) (2011): Sam Childers
- Coriolanus (2011): Tullus Aufidius
- Chasing Mavericks (2012)
- Movie 43 (2012): Leprechaun 1 & 2[1]
- Playing for Keeps (2012): George Dryer* Olimp ocupat (2013): Mike Banning
- Motorcity (2013)
- Objectiu: La Casa Blanca (Olympus Has Fallen) (2013): Mike Banning (també productor)[2][3]
- Com ensinistrar un drac 2 (How to Train Your Dragon 2) (2014): Stoick the Vast (veu)[4]
- 300: El naixement d'un imperi (300: Rise of an Empire) (2014): Rei Leonidas[5]
- Septembers of Shiraz (2015) Només productor[6]
- Gods of Egypt (2016): Set[7]
- London Has Fallen (2016): Mike Banning (també productor)[8]
- Un home de família (A Family Man) (2016): Dane Jensen (també productor)[9]
- Geotempesta (Geostorm) (2017): Jacob "Jake" Lawson[10]
- Den of Thieves (2018): Nick O’Brien
- Hunter Killer (2018): Capità Joe Glass
- Keepers (The Vanishing) (2018): James Ducat
- All-Star Weekend (2019): TBA
- Com ensinistrar un drac 3 (How to Train Your Dragon: The Hidden World) (2019): veu d'Estoic
- Angel Has Fallen (2019): Mike Banning
- Greenland (2020): John Garrity